# فسيفولود تشابلن
فسيفولود تشابلن (بالروسية: Чаплин, Всеволод Анатольевич)‏ هو قسيس وكاتب روسي، ولد في 31 مارس 1968 في موسكو في روسيا.